# ورنون استوردی
ورنون استوردی (انگلیسی: Vernon Sturdee; ۱۶ آوریل ۱۸۹۰ – ۲۵ مهٔ ۱۹۶۶) فرد نظامی اهل استرالیا بود. وی همچنین برندهٔ جوایزی همچون لژیون دونور، نشان حمام، و لژیون افتخار شده‌است.